# Brawn BGP 001
Brawn BGP 001 je 1. vůz formule 1 týmu Brawn GP, který se účastnil mistrovství světa v roce 2009. Monopost byl představen 9. března v Jerezu.

## Popis
S vývojem nového vozu BGP 001 začal tým Honda F1 původně pod názvem Honda RA109. Automobilka Honda, tehdejší vlastník stáje Honda Racing, se 5. prosince 2008 rozhodla, že ve Formuli 1 končí. Tým koupil 6. března 2009 Ross Brawn a přejmenoval ho na Brawn GP. Monopost se již dále vyvíjel pod označením Brawn BGP 001.
Barvu vozu tvoří bílá podkladová barva s výraznými pruhy černé a žluté barvy.

## Technická data
- Délka: 4 700 mm
- Šířka: 1 800 mm
- Výška: 950 mm
- Váha: 605 kg (včetně pilota, vody a oleje)
- Rozchod kol vpředu:
- Rozchod kol vzadu:
- Rozvor:
- Převodovka: McLaren L 7stupňová poloautomatická sekvenční s elektronickou kontrolou.
- Tlumiče: Sachs
- Brzdy: Brembo
- Motor: Mercedes-Benz FO 108W
  - V8 90°
  - Zdvihový objem: 2.398 cm³
  - Výkon: 740cv/18000 otáček
  - Vrtání: 98 mm
  - Zdvih:
  - Ventily: 32
  - Mazivo: Mobil 1
  - Palivo: Mobil 1
  - Váha: > 95 kg
  - Vstřikování
  - Palivový systém
- Pneumatiky: Bridgestone

## Výsledky v sezoně 2009

### Závod a kvalifikace
| Legenda k tabulce | Legenda k tabulce                                                                       |
| Barva             | Výsledek                                                                                |
| ----------------- | --------------------------------------------------------------------------------------- |
| Zlatá             | Vítěz                                                                                   |
| Stříbrná          | 2. místo                                                                                |
| Bronzová          | 3. místo                                                                                |
| Zelená            | Bodované umístění                                                                       |
| Modrá             | Nebodované umístění                                                                     |
| Modrá             | Dokončil neklasifikován (NC)                                                            |
| Fialová           | Odstoupil (Ret)                                                                         |
| Červená           | Nekvalifikoval se (DNQ)                                                                 |
| Červená           | Nepředkvalifikoval se (DNPQ)                                                            |
| Černá             | Diskvalifikován (DSQ)                                                                   |
| Bílá              | Nestartoval (DNS)                                                                       |
| Bílá              | Závod zrušen (C)                                                                        |
| Světle modrá      | Pouze trénoval (PO)                                                                     |
| Světle modrá      | Páteční testovací jezdec (TD)                                                           |
| Bez barvy         | Netrénoval (DNP)                                                                        |
| Bez barvy         | Vyřazen (EX)                                                                            |
| Bez barvy         | Nepřijel (DNA)                                                                          |
| Bez barvy         | Odvolal účast (WD)                                                                      |
| Bez barvy         | Nezúčastnil se (prázdné)                                                                |
| Označení          | Význam                                                                                  |
| Tučnost           | Pole position                                                                           |
| Kurzíva           | Nejrychlejší kolo                                                                       |
| †                 | Jezdec nedojel do cíle, ale byl klasifikován, protože odjel více než 90 % délky závodu. |
| ‡                 | Byl udělován poloviční počet bodů, protože bylo odjeto méně než 75 % délky závodu.      |
| Horní index       | Umístění bodujících jezdců ve sprintu                                                   |

| Rok  | Šasi     | Motor                 | Pneu | Jezdci             | 1   | 2   | 3   | 4   | 5   | 6   | 7   | 8   | 9   | 10  | 11  | 12  | 13  | 14  | 15  | 16  | 17  | Body   | Pořadí |
| ---- | -------- | --------------------- | ---- | ------------------ | --- | --- | --- | --- | --- | --- | --- | --- | --- | --- | --- | --- | --- | --- | --- | --- | --- | ------ | ------ |
| 2009 | Brawn GP | Mercedes-Benz FO 108W | B    |                    | AUS | MAL | CHN | BHR | ESP | MON | TUR | GBR | GER | HUN | EUR | BEL | ITA | SIN | JPN | BRA | ABU | 172    | 1.     |
| 2009 | Brawn GP | Mercedes-Benz FO 108W | B    | Jenson Button      | 1   | 1   | 3   | 1   | 1   | 1   | 1   | 6   | 5   | 7   | 7   | Ret | 2   | 5   | 8   | 5   | 3   | 172    | 1.     |
| 2009 | Brawn GP | Mercedes-Benz FO 108W | B    | Rubens Barrichello | 2   | 5   | 4   | 5   | 2   | 2   | Ret | 3   | 6   | 10  | 1   | 7   | 1   | 6   | 7   | 8   | 4   | 172    | 1.     |
| 2009 | Brawn GP | Mercedes-Benz FO 108W | B    | Kvalifikace        | AUS | MAL | CHN | BHR | ESP | MON | TUR | GBR | GER | HUN | EUR | BEL | ITA | SIN | JPN | BRA | ABU | Průměr | Průměr |
| 2009 | Brawn GP | Mercedes-Benz FO 108W | B    | Jenson Button      | 1   | 1   | 5   | 4   | 1   | 1   | 2   | 6   | 3   | 8   | 5   | 14  | 6   | 12  | 7   | 14  | 5   | 5,59   | 4,97   |
| 2009 | Brawn GP | Mercedes-Benz FO 108W | B    | Rubens Barrichello | 2   | 9   | 4   | 6   | 3   | 3   | 3   | 2   | 2   | 13  | 3   | 4   | 5   | 5   | 5   | 1   | 4   | 4,35   | 4,97   |

### Přehled umístění v tréninku
| Jezdci             | 1   | 1   | 1    | 2   | 2   | 2    | 3   | 3   | 3    | 4   | 4   | 4    | 5   | 5   | 5    | 6   | 6   | 6    | 7   | 7   | 7    | 8   | 8   | 8    | 9   | 9   | 9    | 10  | 10  | 10   | 11  | 11  | 11   | 12  | 12  | 12   | 13  | 13  | 13   | 14  | 14  | 14   | 15  | 15  | 15   | 16  | 16  | 16   | 17  | 17  | 17   |
| ------------------ | --- | --- | ---- | --- | --- | ---- | --- | --- | ---- | --- | --- | ---- | --- | --- | ---- | --- | --- | ---- | --- | --- | ---- | --- | --- | ---- | --- | --- | ---- | --- | --- | ---- | --- | --- | ---- | --- | --- | ---- | --- | --- | ---- | --- | --- | ---- | --- | --- | ---- | --- | --- | ---- | --- | --- | ---- |
| 2009               | AUS | AUS | AUS  | MAL | MAL | MAL  | CHN | CHN | CHN  | BHR | BHR | BHR  | ESP | ESP | ESP  | MON | MON | MON  | TUR | TUR | TUR  | GBR | GBR | GBR  | GER | GER | GER  | HUN | HUN | HUN  | EUR | EUR | EUR  | BEL | BEL | BEL  | ITA | ITA | ITA  | SIN | SIN | SIN  | JPN | JPN | JPN  | BRA | BRA | BRA  | ABU | ABU | ABU  |
| Brawn GP           | I.  | II. | III. | I.  | II. | III. | I.  | II. | III. | I.  | II. | III. | I.  | II. | III. | I.  | II. | III. | I.  | II. | III. | I.  | II. | III. | I.  | II. | III. | I.  | II. | III. | I.  | II. | III. | I.  | II. | III. | I.  | II. | III. | I.  | II. | III. | I.  | II. | III. | I.  | II. | III. | I.  | II. | III. |
| Jenson Button      | 6   | 5   | 3    | 3   | 7   | 10   | 2   | 1   | 4    | 5   | 6   | 15   | 1   | 6   | 3    | 8   | 4   | 2    | 11  | 12  | 7    | 3   | 14  | 12   | 2   | 3   | 11   | 10  | 13  | 17   | 4   | 2   | 7    | 2   | 17  | 10   | 7   | 19  | 2    | 2   | 5   | 14   | 18  | 19  | 9    | 7   | 5   | 3    | 2   | 3   | 1    |
| Rubens Barrichello | 4   | 2   | 4    | 4   | 2   | 3    | 3   | 3   | 10   | 7   | 9   | 16   | 10  | 4   | 4    | 1   | 3   | 4    | 9   | 8   | 6    | 4   | 6   | 10   | 12  | 7   | 14   | 13  | 7   | 13   | 1   | 3   | 12   | 6   | 18  | 16   | 12  | 16  | 4    | 1   | 11  | 7    | 9   | 20  | 7    | 2   | 3   | 14   | 4   | 8   | 3    |